# زاژچه (استان اشوی‌داشکسیه)
زاژچه (به لهستانی: Zarzecze) یک منطقهٔ مسکونی در لهستان است که در گمینا ووجسواو واقع شده‌است.